# Serraca griseonigra
Serraca griseonigra är en fjärilsart som beskrevs av Johann August Ephraim Goeze 1783. Serraca griseonigra ingår i släktet Serraca och familjen mätare. Inga underarter finns listade i Catalogue of Life.